# Philip Zinckernagel
Philip Aksel Frigast Zinckernagel (* 16. Dezember 1994 in Kopenhagen) ist ein dänischer Fußballspieler, der seit 2025 in der Major League Soccer bei Chicago Fire FC unter Vertrag steht. Außerdem ist er ehemaliger Nachwuchsnationalspieler seines Heimatlandes.

## Karriere

### Verein

#### Die Anfänge auf der dänischen Insel Seeland
Zinckernagel kam 1994 auf der dänischen Insel Seeland in der Hauptstadt Kopenhagen auf die Welt. Hier begann er mit dem Vereinsfußball bei den Traditionsvereinen Kjøbenhavns Boldklub und FC Kopenhagen, danach wechselte er 2011 zur Nachwuchsabteilung vom FC Nordsjælland (FCN). Mit denen nahm der damalige 17-jährige Zinckernagel im Februar 2012 am internationalen Nachwuchsturnier vom Torneo di Viareggio teil und erreichten als Gruppenzweiter das Achtelfinale, des Weiteren gewann er in der Spielzeit 2012/13 die U19-Juniorenmeisterschaft Dänemarks (U19 Ligaen). In der gleichen Spielzeit stieg Zinckernagel in die Profimannschaft auf, ohne ein Profipflichtspiel bestritten zu haben.
Zur Saison 2013/14 wechselte er für zwei Spielzeiten zum dänischen Zweitligisten HB Køge, wo er im Juli 2013 mit 18 Jahren in einer dänischen Zweitligabegegnung zu seinem Profispieldebüt kam. Danach kam er häufiger zu Profispieleinsätzen als beim FCN. Im August 2015 wechselte Zinckernagel nach Vertragsende und Probetrainings während der laufenden Saison 2015/16 zum damaligen dänischen Zweitliga-Aufsteiger und neuen Ligakonkurrenten FC Helsingør. Bereits im Oktober 2015 nach sechs Wochen wurde sein anfänglicher Vertrag vorzeitig bis 2017 verlängert. Beim FC Helsingør etablierte er sich als Stammspieler, indem er in all seinen Pflichtspieleinsätzen in der Startformation stand.

#### Wechsel auf das dänische Festland und ins Ausland
Nach seinen fußballerischen Entwicklungen und Leistungen als Stammspieler beim dänischen Aufstiegsaspiranten verpflichtete der dänische Erstligist SønderjyskE Fodbold ihn im nordhemisphärischen Sommer 2016 während der laufenden Saison 2016/17. Im September 2016 gab Zinckernagel sein Erstligaspieldebüt, indem er beim 2:3-Auswärtssieg gegen seinen ehemaligen Verein FC Nordsjælland eingewechselt wurde. Er fungierte anfänglich bei den Hellblauen als Einwechsel- und Auswechselspieler, dedizierter als Jokerspieler unter der Ägide vom Fußballtrainer Claus Nørgaard. In der dänischen Meisterschaftsrunde 2017 entwickelte sich Zinckernagel zum Startelfspieler. Im nordhemisphärischen Sommer 2017 fiel er mit seiner offensiven torgefährlichen Spielweise mit drei Toren und drei Torvorlagen auf, wo er auf seiner optimalen Spielposition im offensiven Mittelfeld agierte. Im Nordherbst 2017 laborierte Zinckernagel an einer Bursitis. Woraufhin er teilweise ausfiel und aufgrund einer taktischen Spielsystemumstellung seinen Stammplatz in der Startformation verlor und somit zum Jokerspieler degradiert wurde.
Zwar stand Zinckernagel einmalig Anfang März 2018 wieder seit Oktober 2017 in der Startformation, danach wurde er bei den Hellblauen erneut zum Jokerspieler degradiert. Zinckernagel entschloss sich im März 2018 kurz vor Transferschluss Norwegens gegen einen Verbleib in Dänemark und wechselte für eine Ablösesumme in Höhe von 1,5 Millionen dänischen Kronen, umgerechnet über 0,2 Millionen Euro, zu den Nordlichtern in das norwegische Nordland zum norwegischen Erstligaaufsteiger FK Bodø/Glimt. In der norwegischen Spielzeit 2018 sicherte Zinckernagel den Klassenerhalt seiner Mannschaft mit, indem er seinen fußballerischen Beitrag in 24 Ligaspieleinsätzen mit sechs Toren und zwei Torvorlagen beileistete. In seiner weiteren Zeit bei den Bodøern entwickelte er sich zu den Leistungsträgern und beendete die Spielzeit 2019 als bester Torvorlagengeber der Mannschaft. Mit den Bodøern qualifizierten sie sich als Vizemeister für die Qualifikation der UEFA Europa League, wo später Zinckernagel im August 2020 sein UEFA-Wettbewerb-Spieldebüt mit zwei Toren gegen den litauischen Erstligisten FK Kauno Žalgiris feierte. In der Spielzeit 2020 trug er als Leistungsträger einen wesentlichen Anteil am Gewinn der historischen und legendären ersten norwegischen Ligameisterschaft in der Vereinsgeschichte von Bodø/Glimt bei, des Weiteren war es auch die erste norwegische Meisterschaft eines nordnorwegischen Vereines. Mit dieser Meisterschaft brachen bzw. egalisierten sie 19 norwegische Rekorde zum Beispiel die meisten Siege (26 Siege) bzw. die meisterzielten Tore (103 Tore) in einer Saison und viele mehr. Mit seinen erzielten 19 Toren und 18 Torvorlagen (37 Scorerpunkte) wurde er drittbester Torschütze, der beste Torvorlagengeber und Scorer der Liga und wurde am Saisonende als „Årets spiller i Eliteserien“ (deutsch Spieler des Jahres der Eliteserie) ausgezeichnet.
Mehrere europäische Erstligisten bekundeten Interesse an seiner Verpflichtung. Nach Vertragsende wechselte Zinckernagel zu Neujahr 2021 zum englischen Zweitligisten und Aufstiegsaspiranten FC Watford und erhielt einen Vertrag bis Ende Juni 2026.
Im Juni 2022 wechselte Zinckernagel nach Griechenland zu Olympiakos Piräus und unterschrieb dort einen Vertrag mit einer Laufzeit von drei Jahren. Nach einem Spiel in der Liga und sechs Qualifikationsspielen zum Europapokal wurde er Mitte September 2022 für den Rest der Saison an den belgischen Erstdivisionär Standard Lüttich ausgeliehen. Er bestritt 27 von 33 möglichen Ligaspielen für Standard, in denen er 10 Tore schoss, sowie ein Pokalspiel. Nachdem er danach zunächst zu Olympiakos Piräus zurückgekehrt war, wechselte er Anfang August 2023 fest zurück nach Belgien. Er unterschrieb beim FC Brügge einen Vertrag mit einer Laufzeit von zwei Jahren mit der Option der Verlängerung um ein weiteres Jahr. In seiner ersten Saison bestritt er 29 von 39 möglichen Ligaspielen, in denen er sieben Tore schoss, drei Pokalspiele und 12 Spiele im Europapokal. Er wurde mit dem FC Brügge belgischer Meister. Ohne dass er in der neuen Saison 2024/25 ein Spiel für Brügge bestritten hatte, wurde er Mitte August 2024 bis zum Jahresende an FK Bodø/Glimt ausgeliehen.
Am 6. Januar 2025 gab der US-amerikanische MLS-Club Chicago Fire die Verpflichtung des Dänen für vier Jahre bekannt.

### Nationalmannschaft
Zinckernagel durchlief zwischen 2011 und 2013 die dänischen Nachwuchsnationalmannschaften der U18 und U20. Dabei bestritt er insgesamt sechs offizielle Länderspiele für die Nachwuchsmannschaften. Er nahm zwischen Januar und Februar 2012 am internationalen Copa-del-Atlántico der U18-Junioren in Gran Canaria teil.

## Erfolge
- FC Nordsjælland (2011–2013)
  - Juniorenmannschaft
    - Dänischer U19-Meister: 2012/13[5]

  - Profimannschaft
    - Dänische Meisterschaft (Superliga): Vizemeister 2012/13 (ohne Einsatz)[7]

- FK Bodø/Glimt (2018–2020)
  - Profimannschaft
    - Norwegische Meisterschaft (Eliteserien)[7]
      - Meister: 2020
      - Vizemeister: 2019

  - Individuell
    - Bester Vorlagengeber der Eliteserien: 2020[29]
    - Bester Scorer der Eliteserien: 2020[28]
    - Spieler des Jahres der Eliteserien: 2020[30]
- FC Brügge
  - Belgischer Meister: 2023/24

### Rekorde
- Die meisten Torvorlagen in einer Saison der Eliteserien (seit 1993): 18 Assists (2020)[28]
- Die meisten Scorerpunkte in einer Saison der Eliteserien (seit 1993): 37 Scorerpunkte (2020)[28]

## Trivia
- Vor dem Gewinn der norwegischen Ligameisterschaft stellte er Pini Zahavi als seinen Spielervermittler ein.[40]